# Jozef Golonka
Jozef Golonka (* 6. ledna 1938, Bratislava) je bývalý slovenský hokejový útočník a trenér, československý reprezentant. Jako junior hrál závodně také tenis.

## Klubový hokej
- Sokol NV/Slovan ÚNV Bratislava
- Slovan ÚNV/ChZJD Bratislava (1955–1957, 1959–1969)
- Dukla Jihlava (1957–1959)
- SC Riessersee (1969–1972)
- Lokomotíva Bučina Zvolen (1972–1975)

V československé nejvyšší hokejové soutěži odehrál celkem 330 zápasů a dal 298 gólů.

## Reprezentace za Československo
Za československou reprezentaci hrál celkem 134krát, vstřelil v ní dohromady 82 gólů.
Startoval na zimních olympiádách v letech 1960 (4. místo), 1964 (bronz) a 1968 (stříbro).

## Trenérská práce
Po ukončení hráčské kariéry trénoval:
- SC Riesersee (titul)
- Zetor Brno
- ČSSR 20
- ČSSR B
- EW Wien
- Kolín nad Rýnem (titul)
- Davos
- Iserlohn
- Norimberk
- HC Slovan Bratislava
- slovenskou hokejovou reprezentaci

## Ocenění
- člen Klubu hokejových střelců deníku Sport
- člen Síně slávy IIHF (1998)
- člen Síně slávy slovenského hokeje (2002)
- člen Síně slávy německého hokeje (2004)
- člen Síně slávy českého hokeje (2010)

## Juniorský tenista
Jozef Golonka hrál jako junior závodně také tenis. Stal se vítězem Pardubické juniorky, mistrovství Československa v tenise staršího dorostu v roce 1956.